# Condé-sur-Seulles
Condé-sur-Seulles är en kommun i departementet Calvados i regionen Normandie i norra Frankrike. Kommunen ligger i kantonen Balleroy som ligger i arrondissementet Bayeux. År 2022 hade Condé-sur-Seulles 303 invånare.

## Befolkningsutveckling
Antalet invånare i kommunen Condé-sur-Seulles
Referens: INSEE